# Lista de vereadores de Santo André da 1.ª legislatura
Esta é a lista de vereadores de Santo André da 1.ª Legislatura, período que compreende de 1948 até 1951.
|  | Lista de vereadores de Santo André da 1.ª legislatura | 2.ª legislatura |

## Mesa Diretora
A composição da mesa diretora da Câmara Municipal de Santo André durante os quatro anos da 1.ª Legislatura tiveram as seguintes formações:
| 1948            | 1948                    | 1949            | 1949                      | 1950            | 1950                     | 1951            | 1951                     |
| Presidência     | Presidência             | Presidência     | Presidência               | Presidência     | Presidência              | Presidência     | Presidência              |
| --------------- | ----------------------- | --------------- | ------------------------- | --------------- | ------------------------ | --------------- | ------------------------ |
| Presidente      | Fioravante Zampol (PSP) | Presidente      | Fioravante Zampol (PSP)   | Presidente      | Fioravante Zampol (PSP)  | Presidente      | Fioravante Zampol (PSP)  |
| Vice-presidente | Francisco Barone (PDC)  | Vice-presidente | Francisco Barone (PDC)    | Vice-presidente | Silvio Franco (PTB)      | Vice-presidente | Silvio Franco (PTB)      |
| Secretaria      |                         |                 |                           |                 |                          |                 |                          |
| 1.º Secretário  | Verino Ferrari (PTB)    | 1.º Secretário  | Antônio Dardis Neto (PSP) | 1.º Secretário  | Benedito de Castro (PSP) | 1.º Secretário  | Benedito de Castro (PSP) |
| 2.º Secretário  | Valdemar Mattei (PTN)   | 2.º Secretário  | Valdemar Mattei (PTN)     | 2.º Secretário  | Valdemar Mattei (PTN)    | 2.º Secretário  | Valdemar Mattei (PTN)    |
|                 |                         |                 |                           | 3.º Secretário  | Gilberto Menezes (PSB)   | 3.º Secretário  | Oswaldo Giampietro (UDN) |

## Parlamentares
| Parlamentar | Parlamentar                         | Imagem | Partido | Partido                            | Votos | % | Notas | Posição |
| ----------- | ----------------------------------- | ------ | ------- | ---------------------------------- | ----- | - | ----- | ------- |
| 1.º         | Aldo Aron                           |        |         | Partido Social Progressista PSP    |       |   | [ 5 ] |         |
| 2.º         | Alfredo Maluf                       |        |         | Partido Social Progressista PSP    |       |   | [ 5 ] |         |
| 3.º         | Anacleto Campanella                 |        |         | União Democrática Nacional UDN     |       |   | [ 5 ] |         |
| 4.º         | Antonio Dardis Neto                 |        |         | Partido Social Progressista PSP    |       |   | [ 5 ] |         |
| 5.º         | Armelindo Franchini                 |        |         | Partido Social Progressista PSP    |       |   | [ 5 ] |         |
| 6.º         | Arthur Albino da Rocha              |        |         | Partido Trabalhista Brasileiro PTB |       |   | [ 5 ] |         |
| 7.º         | Benedito Rodolfo Serff Rodolpho     |        |         | Partido Trabalhista Brasileiro PTB |       |   | [ 5 ] |         |
| 8.º         | Eduardo Ferrero                     |        |         | Partido Social Democrático PSD     |       |   | [ 5 ] |         |
| 9.º         | Fioravante Zampol                   |        |         | Partido Social Progressista PSP    |       |   | [ 5 ] |         |
| 10.º        | Francisco Ângelo Antonio Barone     |        |         | Partido Democrata Cristão PDC      |       |   | [ 5 ] |         |
| 11.º        | Geraldo Benincasa                   |        |         | Partido Trabalhista Nacional PTN   |       |   | [ 5 ] |         |
| 12.º        | Gilberto Menezes Cabral             |        |         | Partido Socialista Brasileiro PSB  |       |   | [ 5 ] |         |
| 13.º        | Humberto Detogni                    |        |         | Partido Trabalhista Brasileiro PTB |       |   | [ 5 ] |         |
| 14.º        | João Dal`Mas                        |        |         | Partido Democrata Cristão PDC      |       |   | [ 5 ] |         |
| 15.º        | João Dias Carrasqueira Filho        |        |         | Partido Social Progressista PSP    |       |   | [ 5 ] |         |
| 16.º        | João Rela                           |        |         | Partido Social Progressista PSP    |       |   | [ 5 ] |         |
| 17.º        | José Benedito de Castro             |        |         | Partido Social Progressista PSP    |       |   | [ 5 ] |         |
| 18.º        | José de Araújo Freitas              |        |         | Partido Trabalhista Brasileiro PTB |       |   | [ 5 ] |         |
| 19.º        | Lauro Garcia                        |        |         | Partido Democrata Cristão PDC      |       |   | [ 5 ] |         |
| 20.º        | Luiz Boschetti                      |        |         | Partido Social Progressista PSP    |       |   | [ 5 ] |         |
| 21.º        | Luiz Lobo Neto                      |        |         | União Democrática Nacional UDN     |       |   | [ 5 ] |         |
| 22.º        | Nicola Tortorelli                   |        |         | Partido Trabalhista Nacional PTN   |       |   | [ 5 ] |         |
| 23.º        | Nilo Mioto                          |        |         | Partido Social Progressista PSP    |       |   | [ 5 ] |         |
| 24.º        | Octaviano Armando Gaiarsa           |        |         | União Democrática Nacional UDN     |       |   | [ 5 ] |         |
| 25.º        | Odilon Conceição                    |        |         | Partido Democrata Cristão PDC      |       |   | [ 5 ] |         |
| 26.º        | Rodolfo Weigand                     |        |         | Partido Social Progressista PSP    |       |   | [ 5 ] |         |
| 27.º        | Silvio Franco                       |        |         | Partido Trabalhista Brasileiro PTB |       |   | [ 5 ] |         |
| 28.º        | Syr Evangelista de Oliveira Martins |        |         | Partido Socialista Brasileiro PSB  |       |   | [ 5 ] |         |
| 29.º        | Valdemar Mattei                     |        |         | Partido Trabalhista Nacional PTN   |       |   | [ 5 ] |         |
| 30.º        | Verino Segundo Ferrari              |        |         | Partido Trabalhista Brasileiro PTB |       |   | [ 5 ] |         |

## Suplentes
| Parlamentar | Parlamentar        | Imagem | Partido | Partido                         | Votos | % | Notas                                             | Titular                         | Ref.  | Posição |
| ----------- | ------------------ | ------ | ------- | ------------------------------- | ----- | - | ------------------------------------------------- | ------------------------------- | ----- | ------- |
| -           | Antonio Refinetti  |        |         | Partido Social Progressista PSP |       |   | Assumiu o mandato de Alfredo Maluf em 1951.       | Alfredo Maluf                   | [ 5 ] |         |
| -           | Oswaldo Giampietro |        |         | União Democrática Nacional UDN  |       |   | Assumiu o mandato de Anacleto Campanella em 1949. | Anacleto Campanella             | [ 5 ] |         |
| -           | José Raul Poletto  |        |         | Partido Social Progressista PSP |       |   |                                                   | Antonio Dardis Neto             | [ 5 ] |         |
| -           | Daniel Perrela     |        |         | Partido Democrata Cristão PDC   |       |   |                                                   | Francisco Ângelo Antônio Barone | [ 5 ] |         |

## Comissões
| Comissões Permanentes                 | 1948                         | 1948                                                  | 1949                     | 1949 | Ref.        |
| Comissões Permanentes                 | Presidente                   | Membros                                               | Presidente               | Membros | Ref.        |
| ------------------------------------- | ---------------------------- | ----------------------------------------------------- | ------------------------ | --- | ----------- |
| Comissão de Justiça                   | Arthur Albino da Rocha (PTB) | - Antônio Dardis Neto (PSP) - Luiz Lobo Neto (UDN)    | Luiz Lobo Neto (UDN)     | - Luiz Boschetti (PSP) - Nilo Mioto (PSP) - José Raul Poletto (PSP) - Eduardo Ferrero (PSD)                     | [ 6 ] [ 7 ] |
| Comissão de Redação                   | Geraldo Benincasa (PTN)      | - Syr Martins (PSB) - Nilo Mioto (PSP)                | Syr Martins (PSB)        | - Rodolfo Serff (PTB) - Benedito de Castro (PSP) - Eduardo Ferrero (PSD)                                        | [ 6 ] [ 7 ] |
| Comissão de Finanças e Orgamento      | Rodolfo Serff (PTB)          | - Aldo Aron (PSP) - Lauro Garcia (PDC)                | Aldo Aron (PSP)          | - João Rela (PSP) - Verino Segundo Ferrari (PTB) - Geraldo Benincasa (PTN) - Odilon Conceição (PDC)             | [ 6 ] [ 7 ] |
| Comissão de Obras e Serviços Públicos | José de Araújo Freitas (PTB) | - Octaviano Gaiarsa (UDN) - Humberto Detogni (PTB)    | Rodolfo Weigand (PSP)    | - Luiz Boschetti (PSP) - Octaviano Gaiarsa (UDN) - José de Araújo Freitas (PTB) - Gilberto Menezes Cabral (PSB) | [ 6 ] [ 7 ] |
| Comissão de Higiene                   | Silvio Franco (PTB)          | - Benedito de Castro (PSP) - João Dal`Mas (PDC)       | Benedito de Castro (PSP) | - Humberto Detogni (PTB) - Silvio Franco (PTB) - Gilberto Menezes Cabral (PSB) - Nicola Tortorelli (PTN)        | [ 6 ] [ 7 ] |
| Comissão de Cultura e Recreação       | Nicola Tortorelli (PTN)      | - José Raul Poletto (PSP) - Armelindo Franchini (PSP) | Octaviano Gaiarsa (UDN)  | - Verino Segundo Ferrari (PTB) - Syr Martins (PSB) - Nicola Tortorelli (PTN)                                    | [ 6 ] [ 7 ] |

| Comissões Permanentes                 | 1950                         | 1950                                                                                                   | 1951                    | 1951 | Ref.        |
| Comissões Permanentes                 | Presidente                   | Membros                                                                                                | Presidente              | Membros | Ref.        |
| ------------------------------------- | ---------------------------- | --- | ----------------------- | --- | ----------- |
| Comissão de Justiça                   | José Raul Poletto (PSP)      | - Luiz Boschetti (PSP) - Arthur Albino da Rocha - Syr Martins (PSB) - Luiz Lobo Neto (UDN)             | José Raul Poletto (PSP) | - Luiz Boschetti (PSP) - Arthur Albino da Rocha - Syr Martins (PSB) - Luiz Lobo Neto (UDN)                    | [ 8 ] [ 9 ] |
| Comissão de Redação                   | Verino Segundo Ferrari (PTB) | - Nicola Tortorelli (PTN) - Eduardo Ferrero (PSD) - Nilo Mioto (PSP) - Oswaldo Giampietro (UDN)        | José Raul Poletto (PSP) | - Luiz Boschetti (PSP) - Arthur Albino da Rocha - Syr Martins (PSB) - Luiz Lobo Neto (UDN)                    | [ 9 ] [ 8 ] |
| Comissão de Finanças e Orgamento      | Aldo Aron (PSP)              | - Geraldo Benincasa (PTN) - Rodolfo Serff (PTB) - Francisco Barone (PDC) - Lauro Garcia (PDC)          | Aldo Aron (PSP)         | - Geraldo Benincasa (PTN) - Rodolfo Serff (PTB) - Francisco Barone (PDC) - Lauro Garcia (PDC)                 | [ 9 ] [ 8 ] |
| Comissão de Obras e Serviços Públicos | Rodolfo Weigand (PSP)        | - Humberto Detogni (PTB) - José de Araújo Freitas (PTB) - Octaviano Gaiarsa (UDN) - João Dal`Mas (PDC) | Rodolfo Weigand (PSP)   | - Humberto Detogni (PTB) - José de Araújo Freitas (PTB) - Octaviano Gaiarsa (UDN) - João Dal`Mas (PDC)        | [ 9 ] [ 8 ] |
| Comissão de Higiene e Cultura         | Odilon Conceição (PDC)       | - Armelindo Franchini (PSP) - João Rela (PSP) - José Raul Poletto (PSP) - Carrasqueira Filho (PSP)     | Odilon Conceição (PDC)  | - Armelindo Franchini (PSP) - Gilberto Menezes Cabral (PSB) - José Raul Poletto (PSP) - Eduardo Ferrero (PSD) | [ 8 ] [ 9 ] |